# La familia Ulises
La familia Ulises es una serie de historietas costumbristas españolas que fueron creadas a partir de 1945 (aunque en 1944 se publicó una historieta aislada que sirvió de origen a esta serie) para la revista TBO por el guionista Joaquín Buigas, director del semanario, y el dibujante Marino Benejam.

## Personajes
La serie está protagonizada por una familia de clase media barcelonesa, formada por un matrimonio de mediana edad, tres hijos, la abuela y un perro. 
- Don Ulises Higueruelo: es el cabeza de familia. Bajito, gordo y calvo, Ulises es un personaje optimista, amable, algo apocado, con un lado juguetón que a menudo le trae complicaciones. No está muy claro en qué trabaja, pero, aunque no pasa privaciones, siempre está ideando planes para enriquecerse.

- Su esposa Doña Sinforosa, rechoncha como su esposo pero bastante más prudente; es un personaje un tanto anodino. Su principal aspiración es ascender en la escala social, para lo que no le importaría casar a su hija con alguno de sus acaudalados pretendientes.

- Lolín es la hija mayor, veinteañera, rubia y bastante guapa. No parece muy interesada en las maniobras de su madre para buscarle marido.

- Los hijos pequeños, Merceditas y Policarpito, aunque algo traviesos, son nada problemáticos, y tienen muy buen corazón, como lo demuestran las historietas.  Inicialmente apareció un tercer hermanito, rubio, sin nombre y que desapareció sin explicaciones.

- Doña Filomena: es la madre de Doña Sinforosa, traída del campo a la ciudad para desdicha suya, porque no termina de adaptarse a la urbe. Con sus canas recogidas en un moño y su eterno chal sobre los hombros, es el principal personaje cómico de la serie, sobre todo por su peculiar forma de pronunciar ciertas palabras. Muy aprensiva, imagina peligros donde no los hay. Participa del interés de su hija por el futuro de Lolín. Su bebida preferida es el llamado "Zuavo", una mezcla de café con gaseosa o seltz muy popular en España en la postguerra que se sigue consumiendo en Cataluña.

- El perro Treski, la mascota de la familia.  Sustituyó a un perro anterior, Kuki, que fue devorado inconscientemente por la familia en una de las historietas iniciales.

Personajes secundarios de importancia son Fernandino, un caradura, viejo amigo de Ulises, que se aprovecha a menudo de su ingenuidad y de la de su familia y Don Paco, señor de cierta edad, soltero y de buena posición. Doña Filomena y Sinforosa lo ven como el marido ideal para Lolín. 
Numerosos elementos contribuyen a ubicar la serie en la Barcelona contemporánea de su escritura: los veraneos en el pueblo (San Agapito del Rabanal), el estraperlo, los timos, el precio de la vivienda, los primeros automóviles, la omnipresencia de la radio (y, luego, la aparición estelar de la televisión).

## Producción y publicación
Los guiones fueron realizados por Buigas en solitario hasta 1952; entre 1952 y 1963 contó con la ayuda de Emilio Viña, su socio en la revista; tras la muerte de Buigas en 1963 fue Carlos Bech el encargado de escribir las historias de La familia Ulises. En cuanto al dibujo, Benejam realizó la serie hasta 1969, momento en que fue sustituido por José María Blanco Ibarz, quien imitó su estilo al detalle. Estos cambios apenas afectaron a la realización de la serie, que permaneció fiel a sus planteamientos iniciales durante toda su existencia; en todo caso, en la época de Carlos Bech, se dio un giro aún más conservador a la historieta, evitando cualquier ridiculización de los padres.
Salvo un intervalo, de diciembre de 1972 a mayo de 1973, en el que Salvador Mestres (1910-1975) se hizo cargo de los dibujos, Blanco continuó con la Familia Ulises hasta diciembre de 1979, fecha en que se publicó la última página de la serie en Ediciones TBO. Hasta mayo de 1983, mes en el que TBO dejó de publicarse, se reeditaron antiguas páginas dibujadas por Benejam. En la última etapa de la revista a cargo de Ediciones B (1988-1998) se publicaron algunas nuevas historietas de la Familia Ulises de autores anónimos, aunque sabemos que algunas fueron escritas y dibujadas por Joaquín Cera.
Las historietas de La familia Ulises aparecían en una sola página de TBO, con un total de entre 12 y 18 viñetas por página, dispuestas de forma tradicional, salvo muy raras excepciones. (Por ejemplo en “La oca ladrona”, Almanaque TBO para 1950, de noviembre de 1949).
El elevado número de viñetas, unido a la importancia de los bocadillos de diálogo, producía en el lector una cierta impresión de abigarramiento.
Ediciones TBO publicó 13 álbumes recopilatorios de las aventuras de la Familia Ulises. Ediciones del Cotal publicó en 1978 un libro más grueso que reunía más de 120 historietas. Ediciones B publicó dos álbumes en tapa dura dentro de la colección "Los archivos de TBO" y otros dos en rústica dentro de la colección Olé. Finalmente, dedicó el primer número de su colección "Súper Humor Clásicos" a la Familia Ulises.

## Valoración
La sátira de la serie es blanda y amable, sin cuestionar jamás, ni por asomo, el ordenamiento social. Al contrario, suelen ser objeto de burla aquellos personajes que pretenden apartarse de lo habitual y emprender algo al margen de lo cotidiano (como el cabeza de familia). A diferencia de las series familiares de la escuela Bruguera, que presentan la familia como sede de continuos conflictos, la relación entre los miembros de la familia Ulises es armónica y sin tensiones. La familia va junta a todas partes, y los hijos acatan sin rebeldía la autoridad de sus padres.
La calidad indiscutible de La familia Ulises reside en el extraordinario detalle de la observación, en la finura de los diálogos y en un humor de buena ley, basado no sólo en gags visuales sino también en los conflictos entre los personajes y las más extraordinarias coincidencias y malentendidos. De todas las series humorísticas del tebeo español es quizás aquella en que es más fácil reconocer situaciones de la vida real. Es una visión afectuosa de una realidad inmisericorde, donde las ocasiones de bochorno para los protagonistas son innumerables. De esa tensión entre la fácil identificación con los personajes por parte del lector y la contemplación divertida de sus continuas desgracias nace el sutil patetismo de la obra.

Fascículo de T. Moix para Dolça Catalunya, de la Ed. Mateu: dos viñetas de Un experimento de radiestesia (episodio de La familia Ulises), y Carpanta, D. Berrinche, Gordito Relleno, D.ª Benita con D. Pío y Luisito, y Doña Urraca.